# Bucorvus
Bucorvus este un gen de păsări bucerotiforme, singurul gen din familia Bucorvidae. Include două specii ai cărei reprezentanți sunt endemici în Africa subsahariană.

## Taxonomie
Genul Bucorvus a fost introdus, inițial ca un subgen, de naturalistul francez René Lesson în 1830, specia tip fiind Bucorvus abyssinicus. Denumirea generică este derivată din numele genului Buceros introdus de Carl Linnaeus în 1758 pentru păsările rinocer asiatice, unde corvus este cuvântul latin pentru „corb”. Un studiu filogenetic molecular publicat în 2013 a constatat că genul Bucorvus era taxon-soră cu restul păsărilor rinocer.
Genul Bucorvus conține două specii:
| Imagine | Nume comun | Denumire științifică | Distribuție |
| ------- | ---------- | -------------------- | --- |
|         |            | Bucorvus abyssinicus | sudul Mauritaniei, Senegal și Guineea la est de Eritreea, Etiopia, nord-vestul Somaliei, nord-vestul Kenyei și Uganda |
|         |            | Bucorvus eadbeateri  | nordul Namibiei și al Angolei spre nordul Africii de Sud și sudul Zimbabwe spre Burundi și Kenya                      |